# Libri di Samuele
I Libri di Samuele (ebraico שמואל' Σαμουήλ, 1-2 samuèl ,latino 1-2 Samuel) sono due testi contenuti nella Bibbia ebraica (Tanakh, dove sono contati come un testo unico) e cristiana.

## Descrizione
Sono scritti in ebraico e, secondo l'ipotesi maggiormente condivisa dagli studiosi, la loro redazione definitiva, ad opera di autori ignoti, è collocata al VI-V secolo a.C. in Giudea, sulla base di precedenti tradizioni orali e scritte, in particolare della cosiddetta fonte deuteronomista del VII secolo a.C. (vedi Ipotesi documentale).
Il primo libro è composto da 31 capitoli, ambientati nella Giudea attorno al 1100-1010 a.C., che descrivono il ministero profetico di Samuele, il regno di Saul e la gioventù di re Davide. Il secondo libro è composto da 24 capitoli, che descrivono il regno di Davide attorno al 1010-970 a.C.
I due Libri di Samuele costituiscono, con i successivi due Libri dei Re, un'opera continua, tant'è vero che la versione greca dei Settanta e quella latina di San Girolamo, la cosiddetta Vulgata, hanno preferito denominarli nella loro interezza i Quattro Libri dei Re (in greco Basileion).
Il nome Libri di Samuele deriva dal fatto che un'opinione talmudica tardiva ne attribuiva la compilazione al profeta Samuele, il quale però occupa un ruolo di primo piano solo nei primi 15 capitoli del primo libro.
Sia i Libri di Samuele che quelli dei Re sono da ricondurre ad un unico progetto, quello di tratteggiare la vicenda storica di Israele dalla fine dell'epoca dei Giudici fino alla fine della monarchia con l'invasione babilonese di Nabucodonosor II: un arco di tempo che copre seicento anni. La redazione definitiva risale al VI secolo a.C.
L'autore di questo ciclo letterario appartiene allo stesso ambito culturale e religioso in cui è fiorito il Deuteronomio, per cui si parla di un autore, detto "Deuteronomista". Per ricostruire le vicende dei due regni di Israele, egli attinge a materiali d'archivio oggi non più disponibili, alle tradizioni orali e alla memoria storica del suo popolo. Una delle caratteristiche del Deuteronomista è una descrizione molto appassionata e ricca di riflessioni, che non si preoccupa di riportare solo freddi dati storici, ma soprattutto la sua interpretazione religiosa di una vicenda, quella del popolo eletto, collegata a doppio filo con un ben preciso progetto divino.
In merito alla fase redazionale dei Libri di Samuele, gli studiosi della Bibbia Edizioni Paoline rilevano come "l'analisi letteraria dell'opera mette in evidenza il suo carattere compilatorio e composito. Si riscontrano diversi doppioni, si legge una duplice versione dell'istituzione della monarchia, una propizia e l'altra sfavorevole all'iniziativa. Si notano divergenze importanti per ciò che concerne l'occupazione filistea dei territori ebrei, l'attività di Samuele, l'unzione regale di Davide"; concordemente, gli esegeti dell'interconfessionale Bibbia TOB aggiungono che "è particolarmente sorprendente la presenza di doppioni: l'entrata di Davide al servizio di Saul, il mancato attentato di Saul contro Davide, l'intervento di Gionata in favore di Davide, l'arrivo di Davide presso i Filistei, la denuncia degli uomini di Zif, l'episodio di Davide che risparmia Saul sono narrati due volte" e sembra "che ci si trovi, nella maggioranza dei casi, di fronte a differenti tradizioni (già fissate oralmente o per iscritto) che i narratori o i redattori hanno tenuto a conservare e che hanno tentato di organizzare suddividendo la collezione con formule-sommari ed evidenziando con parole-chiave i termini dominanti di ogni parte".

## Suddivisione del testo
Il primo libro di Samuele descrive l'abbandono dell'ordinamento giuridico dei Giudici, con cui spesso le tribù si governavano in modo indipendente l'una dall'altra, e la nascita dell'ordinamento monarchico. Esso abbraccia dunque un arco di tempo che va dal XII secolo a.C. fino circa al 1010 a.C., anno presunto della morte di Saul.
In tutto comprende 31 capitoli che si possono suddividere in diverse parti:
- Nascita miracolosa di Samuele (1 Sam 1-2);
- Vocazione di Samuele (1 Sam 3);
- Giudicatura di Samuele (1 Sam 3-7);
- Elezione a re di Saul (1 Sam 8-10);
- Regno di Saul e sue continue disobbedienze a Dio (1 Sam 11-15);
- Unzione regale di Davide e sue imprese giovanili (1 Sam 16-18);
- Peregrinazioni di Davide fuggiasco (1 Sam 19-26);
- Morte di Saul in battaglia contro i Filistei (1 Sam 27-31).

## Il ciclo di Samuele
Il racconto si dipana più come una saga epica che come una vera e propria opera storiografica. Nel primo libro sono già presenti tutti i tre principali attori del delicato passaggio dalla Giudicatura alla Monarchia Israelitica: Samuele, Saul e Davide. Di tutti e tre sono descritte le grandiose imprese, proprio come in un poema guerresco, forse sotto l'influenza dei grandi poemi mesopotamici con cui gli Ebrei erano venuti a contatto a Babilonia. Samuele è chiamato da Dio nella notte (1 Sam 3,1-14) e, dopo che gli empi figli del giudice Eli vengono puniti con la sconfitta e la morte, episodio durante il quale l'Arca dell'Alleanza è catturata dai Filistei, diventa egli stesso Giudice e guida gli Israeliti nella travolgente vittoria di Masfa.

## Il ciclo di Saul
A questo punto però Israele domanda a gran voce un re. Il motivo addotto dall'autore Deuteronomistico è il fatto che i figli di Samuele non seguivano il suo esempio di giustizia. Samuele nicchia, arringando gli anziani d'Israele con un discorso scritto da un autore evidentemente ostile alla monarchia, dopo la rovinosa disfatta di Sedecia e del Tempio di Gerusalemme (vedi Secondo Libro dei Re); poi però cede e nomina re Saul, della tribù di Beniamino (astutamente si trattava della tribù più piccola, così da non ingenerare controversie e gelosie). Tutti lo riconoscono però re solo dopo che ha sconfitto gli Ammoniti a Iabes. Siamo circa nel 1030 a.C.
Dopo varie vittorie, tuttavia, Saul incomincia a disobbedire ai comandi divini trasmessigli da Samuele: prima offre lui stesso l'olocausto al posto dell'ex Giudice, arrogandosi una prerogativa sacerdotale, e poi rifiuta di eseguire l'ordine di Yahwéh di passare per le armi Agag, re degli Amaleciti, e tutti i suoi sudditi, uomini e donne, bambini e lattanti, buoi e pecore, cammelli e asini. Allora Samuele, per volontà di Dio, si reca a Betlemme presso la casa di Iesse, e unge re Davide, il più giovane dei suoi figli. Da notare che qui si sovrappongono due tradizioni nettamente separate: in una Davide appare come un pastorello, in un'altra come un raffinato cortigiano addestrato all'uso delle armi. I testi di due autori differenti vengono fusi dal redattore finale tramite l'artificio dello "spirito maligno" che tormentava Saul, presumibilmente attraverso emicranie o attacchi di epilessia; Davide viene allora chiamato alla reggia perché, suonando la cetra, riesce a placare le crisi del re. A questo punto Davide diventa l'assoluto protagonista uccidendo il gigante Golia, episodio al quale gli artisti di ogni tempo, come Michelangelo e Donatello, hanno attinto con risultati eccezionali.

## Il ciclo di Davide

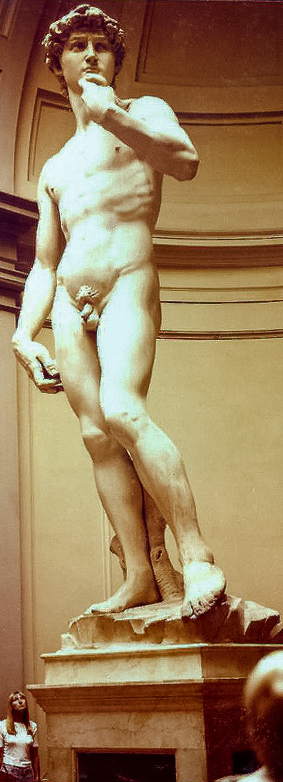
Il Davide di Michelangelo

In breve Davide diventa il campione dell'esercito d'Israele e sposa Micol, la figlia di Saul, divenendo grandissimo amico di suo figlio Gionata («prezioso più che amore di donna»). A questo punto però si scatena l'invidia di Saul, innescata dal canto di guerra delle donne israelite:
Allora Saul tenta di assassinare Davide con una lancia; avendo fallito, gli manda dei sicari mentre dorme, ma Micol, che ha intuito la volontà del padre, lo aiuta a mettersi in salvo. Saul lo bracca e mena strage dei sacerdoti di Nob, colpevoli di averlo aiutato nella fuga dandogli la spada di Golia. A questo punto si colloca un altro episodio famosissimo: Saul entra a cercare Davide nella caverna di Engaddi, sul Mar Morto, e Davide gli taglia un lembo del mantello per dimostrare che poteva ucciderlo in ogni momento, ma non lo ha fatto (1 Sam 24,1-23). In fuga da Saul, Davide si procura la sussistenza per sé e i suoi con delle estorsioni (1 Sam 25,4-13). In seguito Davide risparmia una seconda volta la vita a Saul, quando Abisai vorrebbe ucciderlo nel sonno ma egli replica:
Davide si mette al servizio di Achis re dei Filistei a Gat. Usando il territorio dei Filistei come base, Davide compie delle continue razzie nello stesso territorio dei Filistei, dichiarando però di farle nel territorio degli Israeliti. Per evitare che Achis si renda conto di ciò:
Ormai però il regno di Saul volge al termine. Saul deve scendere di nuovo in guerra contro i Filistei, di gran lunga superiori di numero, e per questo, contravvenendo alle proprie stesse leggi, fa evocare lo spirito del defunto Samuele dalla negromante di Endor (1 Sam 28,3-20). L'ombra di Samuele tuttavia gli predice la morte sua e dei suoi figli. La sventurata profezia si avvera sul monte Gelboe: Gionata cade e Saul, ferito, dopo aver tentato inutilmente di convincere lo scudiero a finirlo, si getta sulla sua stessa spada (1 Sam 31,1-7). Vittorio Alfieri ha immortalato questo momento tra i più drammatici della storia d'Israele nella sua tragedia Saul (Atto V, scena V, vv.100-109):
Eccoti solo, o re: non un ti resta

dei tanti amici, o servi tuoi. Sei paga,

d'Inesorabil Dio terribil ira?

Ma tu mi resti, o brando: all'ultim'uopo,

fido ministro, or vieni. Ecco già gli urli

dell'insolente vincitor: sul ciglio

già lor fiaccole ardenti balenarmi

veggo, e le spade a mille… Empia Filiste,

me troverai, ma almen da re, qui morto.»

## Storicità del Primo Libro

### I luoghi del Primo libro
Come spiegato, la storicità della maggior parte degli eventi narrati nel Primo Libro di Samuele è problematica, trattandosi non di una storia nel senso moderno del termine, bensì di una saga epico-cavalleresca, che a tratti ricorda il ciclo carolingio o quello di re Artù. È un dato di fatto però che molte località menzionate sono storicamente accertabili. Bet-Semes, la località dove i Filistei restituirono agli Ebrei l'Arca dell'Alleanza secondo 1 Sam 6,13, esiste davvero sul confine di Giuda, a circa 30 km dalla costa mediterranea, e significa "casa del sole" dal nome di Semes, divinità solare Cananea. Anche la successiva dimora dell'Arca, Kiriat-Iearim ("città dei boschi") è stata rintracciata a 20 km da Bet-Semes. Storicamente identificate sono anche Gabaa, la patria di Saul (in ebraico "altura"), e il monte Gelboe, teatro della rovina di Saul, che si innalza per 500 metri sulla piana di Izreel, oggi noto in arabo come Gebel Fuqu'a.

### I Filistei
Sicuramente storico è il popolo dei Filistei, menzionato per la prima volta nelle iscrizioni del Faraone Ramses III (1183-1152 a.C.), che si oppose all'invasione dei "popoli del mare" indoeuropei, immortalando la sua vittoria sulle pareti del tempio di Medinet Habu (XX dinastia). Costretti a ritirarsi, essi si insediarono lungo il litorale di Canaan, edificando varie città, le maggiori delle quali erano Gaza, Ascalona e Asdod. In seguito gli Assiri li sconfissero ed assorbirono, ma il loro nome restò all'intera Palestina.

### Davide e Golia

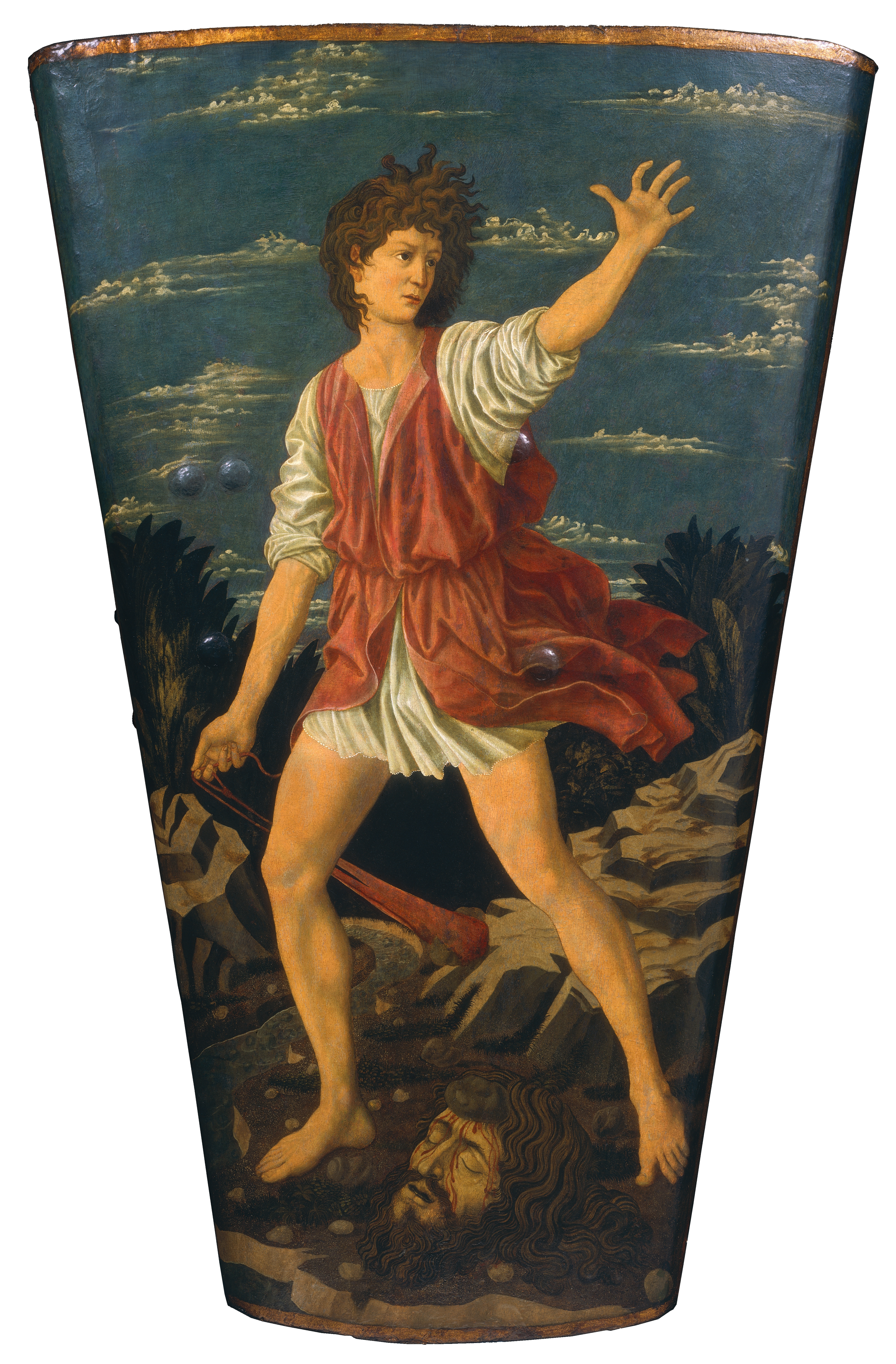
Davide e Golia (Sam 17, 1-58). Opera di Andrea del Castagno circa 1450

Uno degli episodi più fantasiosi del Primo libro di Samuele, e cioè il duello tra Davide e Golia (1 Sam 17,1-54), nasconde inaspettati semi di storicità, nonostante il racconto ci appaia iperbolico, dato che Golia è detto essere alto sei cubiti, cioè tre metri (e un palmo, 8 cm c.). In effetti la sfida tra due campioni era uno dei mezzi più spicci e meno cruenti usati nell'antichità per dirimere le controversie, come nel celebre episodio degli Orazi e Curiazi, riportato da Tito Livio. Tra l'altro uno dei termini usati per descrivere l'armatura di Golia, "corazza a scaglie" ("a piastre di bronzo", schinieri ed elmo - Bibbia di Gerusalemme), appare anche nelle tavolette ritrovate ad Ugarit in Siria, ed è sorprendentemente confermato da reperti archeologici ritrovati a Gaza, costituiti da scaglie di ferro con fori per essere cucite assieme. Notano, comunque, gli esegeti della citata Bibbia di Gerusalemme che, in merito a Golia, "l'equipaggiamento e le armi che gli vengono attribuite rappresentano un guerriero come lo si poteva immaginare al tempo della redazione del testo", ovvero verso il VI secolo a.C.
Il Secondo libro di Samuele, seguendo una diversa e più antica tradizione rispetto al Primo libro di Samuele, riporta, invece, che Golia fu ucciso da Elcanan, figlio di Iair di Betlemme: "Ci fu un'altra battaglia contro i Filistei a Gob; Elcanan, figlio di Iair di Betlemme, uccise Golia di Gat: l'asta della sua lancia era come un subbio di tessitori." (2Sam21,19). 
Gli esegeti dell'interconfessionale Bibbia TOB - nel precisare che il Secondo libro di Samuele "situa a Gob (Guibbetôn?) la vittoria riportata su Golia di Gat da un prode di Davide, chiamato Elcanan" - ritengono quindi "che si sia voluto identificare con Golia, vittima di Elcanan, un filisteo anonimo abbattuto da Davide in un combattimento singolo. Oppure si è attribuito a Davide, amplificandola, la prodezza compiuta da Elcanan"; anche gli esegeti del "Nuovo Grande Commentario Biblico" concordano come "il nucleo storico è amplificato e accreditato a Davide in 1Sam17; proprio come nella maggior parte delle storie, si ascrive, anche oggi, all'autorità regnante il merito delle decisioni politiche importanti o delle gesta compiute dai suoi sudditi". Tale tradizione - secondo gli studiosi della École biblique et archéologique française (i curatori della Bibbia di Gerusalemme), concordemente con quelli della Bibbia Edizioni Paoline - è la più antica: "2Sam 21,19 attribuisce la vittoria su Golia a uno dei prodi di Davide [Elcanan]; questa tradizione sembrerebbe la più antica. La tradizione primitiva del c 17 [in 1Sam] parlava solo di una vittoria di Davide su un avversario anonimo, «il Filisteo»".

## Contenuto del Secondo Libro

### Suddivisione del testo
Il secondo libro di Samuele è dominato interamente dalla grandiosa figura di re Davide, nella sua grandezza di sovrano e di guerriero così come nelle sue bassezze di uomo e di amante. Esso abbraccia dunque un arco di tempo pari a quello dell'intero regno di Davide sulle dodici tribù, che tradizionalmente va dal 1010 a.C. fino al 970 a.C.
In tutto comprende 24 capitoli che si possono suddividere in diverse parti:
- Consacrazione di Davide a re e conquista di Gerusalemme (2 Sam 1-6);
- Imprese guerresche di Davide (2 Sam 7-10);
- Davide commette adulterio con Betsabea, la moglie di Uria l'Ittita, e lo fa uccidere (2 Sam 11-12);
- Amnon, figlio di Davide, oltraggia la sorella Tamar, Assalonne la vendica (2 Sam 13-14);
- Ribellione di Assalonne contro il padre e sua sconfitta (2 Sam 15-19);
- Altri eventi del regno di Davide (2 Sam 20-24).

### Il regno eterno
Il Secondo Libro di Samuele si apre con il compianto di Davide per la morte di Saul e di Gionata, che comprende la famosa invocazione: «Né rugiada né pioggia cadano più su di voi, o monti fatali di Gelboe», resa poeticamente da Dante Alighieri con alcuni versi divenuti celeberrimi:
quivi parevi morto in Gelboè,

che poi non sentì pioggia né rugiada!

(Purg. XII, 40-42)»
Successivamente Davide se la deve vedere con i seguaci di Isbaal, figlio di Saul; e così, dal 1012 al 1005 a.C. egli può regnare solo sulla tribù meridionale di Giuda, in Hebron. Solo dopo che Isbaal è stato assassinato dai partigiani di Davide, questi riesce ad avere la meglio e a farsi eleggere re anche delle tribù settentrionali. In germe vi è già la divisione politica tra tribù del sud e del nord, che esploderà pochi decenni dopo, alla morte di Salomone.
Nel 1005 a.C. Davide prende la città di Gerusalemme, in precedenza piazzaforte dei Gebusei, e ne fa la sua capitale, trasferendovi l'Arca dell'Alleanza. Lo stesso re danza davanti all'Arca che entra in città (2 Sam 6,5); Micol se ne scandalizza, e JHWH la punisce con la sterilità. Subito dopo, nell'importantissimo capitolo 7 di questo libro, Davide progetta di elevare un Tempio in Gerusalemme come dimora dell'Arca, e propone al suo consigliere, il profeta Natan (2 Sam 7,2):
A questo punto, Dio risponde a Davide per mezzo di Natan facendogli una promessa davvero epocale: «Non tu farai una casa a me, ma io darò una casa a te», gioco di parole con cui il Signore promette a Davide una casata che regnerà per sempre. È questa la promessa di un regno eterno, che viene ripresa nel Nuovo Testamento al momento dell'Annunciazione (Luca 1,31-33):

### Grandezza e peccati di un sovrano
Paradossalmente, dopo questa promessa dalla portata addirittura cosmica, e dopo il racconto delle campagne militari di Davide che lo portano a costruire un regno esteso dall'Eufrate al confine con l'Egitto, rendendo tributari Idumei, Filistei, Ammoniti, Moabiti e Siriani, il grande re incappa nel grave e duplice peccato che segnerà il prosieguo del suo regno: prima commette adulterio con Betsabea, la moglie di Uria l'Ittita, uno dei suoi generali più valorosi, e quindi, fallito il tentativo di far passare il nascituro come figlio di Uria, dà ordine di esporlo in prima linea nell'assedio della città di Rabbat-Ammon, in modo che muoia ed egli possa sposare la sua vedova. L'inganno riesce ma Natan lo svela con la celebre parabola dell'uomo ricco e dell'uomo povero (2 Sam 12,1-14). La sentenza è terribile: il figlio di Davide e Betsabea morirà, e d'ora in poi sulla casa di Davide si abbatteranno la discordia e la rovina.
Infatti, alla morte del bambino si aggiunge la congiura di Assalonne, figlio di Davide e di Maaca, a sua volta figlia del re di Ghesur. Questi comincia con il far uccidere il fratellastro Amnon, reo di aver violentato sua sorella Tamar, ma è perdonato da Davide e rientra a Gerusalemme. Con un colpo di mano riesce ad avere il popolo dalla sua e a scacciare Davide dalla capitale, grazie ai consigli dell'infido Achitofel; ma Cusai, fedele al re legittimo, rende vani i consigli di Achitofel, e l'usurpatore sbaglia temporeggiando troppo per impossessarsi dell'harem paterno. In tal modo consente il contrattacco del generale Ioab, nipote e comandante delle truppe leali a Davide, che lo sconfigge ed uccide presso il bosco di Efraim. Celebre è il lamento innalzato dal re per il figlio stupratore ma pur sempre amato, una delle pagine più struggenti dell'intera Bibbia.
Importante infine è l'episodio del censimento voluto da Davide nell'ultimo capitolo del libro. Infatti per gli Ebrei «contare» qualcosa equivaleva a riaffermare il «possesso» su di essa, e così Dio si ritiene offeso, giacché Egli è l'unico padrone dell'intero Popolo Eletto, e manda la peste. Questa cessa dopo che Davide ha acquistato l'aia di Ornan e vi ha fatto erigere un altare.

## Storicità del secondo libro
Complessivamente il Secondo Libro di Samuele offre molti più agganci storici del primo e del Libro dei Giudici, testimoniando il passaggio da una serie di tradizioni patrie tramandate oralmente all'uso di Annali dei Re, debitamente compilati di anno in anno. L'uso di redigere cronache ufficiali degli avvenimenti accaduti durante il regno di un sovrano è ben documentato nella Mezzaluna Fertile, come dimostrano gli Annali dei Re Assiri riportati alla luce.

### I luoghi del secondo libro
Anche molte località menzionate nel secondo libro risultano storicamente accertabili. La "piscina di Gabaon", la località dell'incontro tra gli uomini di Davide e quelli di Isbaal secondo 2 Sam 2,13, si trova effettivamente circa 15 km a nord di Gerusalemme, ed è stata riportata alla luce nel 1956 grazie agli studi dell'archeologo americano J.Pritchard. È un enorme pozzo cilindrico, profondo 10 metri, con una scala che permetteva di scendere fin sul fondo. Probabilmente faceva parte di un complesso sistema idrico per rifornire d'acqua Gabaon (la città su cui Giosuè avrebbe fermato il sole) in caso di siccità o di assedio. In ebraico arabah' indica genericamente una regione impervia, ma la "via dell'Araba" (2 Sam 4,7) lungo la quale si incamminano gli assassini di Isbaal dopo averlo decapitato indica una strada ben precisa, che corre nella depressione la quale congiunge il Mar Morto con il golfo di Aqaba, tra le montagne di Edom. En-Roghel, in ebraico "sorgente dell'esploratore" (2 Sam 17,17), era situata nella parte meridionale di Gerusalemme, nella valle del Cedron. Da notare che il monumento detto Tomba di Assalonne, oggi visibile a Gerusalemme nella valle del Cedron, non ha niente a che vedere con il monumento funebre del figlio di Davide citato in 2 Sam 18,18, perché è di chiara fattura ellenistica: non può essere anteriore al I secolo a.C.

### Il regno di Davide
Secondo il capitolo 8 del Secondo Libro di Samuele, Davide riuscì a costruire un vero e proprio impero: dopo aver liberato Israele dal giogo dei Filistei, conquistò i regni di Moab e di Ammon (nell'attuale Transgiordania), il regno di Edom (quello degli Idumei, discendenti di Esaù) a sud della Giudea, e i regni di Damasco e di Zoba, nell'attuale Siria. Rese inoltre vassalli i Filistei e il regno di Aram (da cui la lingua detta oggi aramaico), fino al fiume Eufrate. Un regno davvero vasto, che aveva in Gerusalemme la sua capitale politica e religiosa, e che passò poi nelle mani del figlio Salomone, disgregandosi però alla morte di quest'ultimo. 
Alcuni mettono in dubbio l'esistenza di una simile entità politica, ma nel quadro del caos seguito alla ritirata egiziana dalla regione siropalestinese ed alla crescita politica e militare dell'Assiria, non è affatto impossibile che Davide sia riuscito a riunificare tutta la regione sotto il proprio controllo, anche alla luce di quanto si dice nel paragrafo seguente. L'unico reperto che testimonia la storicità di Davide è la Stele di Tel Dan, un'iscrizione datata 842 a.C. in cui si fa riferimento alla dinastia di Davide. Mentre appaiono molto più consistenti le tracce archeologiche riguardanti un regno di Israele a nord, identificato in alternativa col nome di Samaria (v. Stele di Mesha). Le prove di un fiorente regno posto in Giudea (mai esteso fino all'Eufrate), prima della seconda metà dell'VIII secolo, per la maggior parte degli studiosi restano assai incerte. Non sono stati trovati manufatti che giustificherebbero il prestigio culturale di Gerusalemme, come capitale di un regno, intorno nel X secolo a.C., a detta del Prof. in Archeologia Ronny Reich dell'Università di Haifa, responsabile degli scavi a Gerusalemme.

### La "Successione al Trono di Davide"
Si ritiene che i capitoli 9-20 del Secondo libro di Samuele e i primi due capitoli del Primo libro dei Re formassero in origine un'opera unitaria più antica della stesura definitiva dei libri biblici. Questo testo è stato definito dagli studiosi «Successione al Trono di Davide», ed è ritenuto uno degli esempi più antichi di storiografia, antecedente di ben cinque secoli agli scritti di Tucidide e di Senofonte. In essa, infatti, l'autore non si limita a riportare i singoli eventi, ma cerca di evidenziare per la prima volta le connessioni tra le varie vicende ed il loro svolgersi. Il primo protagonista della storia è Dio stesso, che guida con occhio provvidente gli avvenimenti umani.